# Гастроентерит
Гастроентерит (лат. gastroenteritis, від дав.-гр. γαστήρ — «шлунок», у родовому відмінку дав.-гр. γαστρός — «шлунку» та дав.-гр. ἔντερον — «кишка» + лат. itis — «запалений»)  — клінічний синдром, який характеризується переважно гострим запаленням шлунково-кишкового тракту, коли уражається як шлунок («гастро»-), так і кишки («ентеро»-), та виникає діарея, нудота, блювання, біль у животі й інші симптоми.
В українській медичній термінології в поданні статистичної звітності, термін «гастроентерит» застосовують до назви хвороби у хворих, які лікувалися в тому чи іншому медичному закладі України, наприклад, «гострий гастроентерит, який спричинений вульгарним протеєм», «гострий гастроентерит невиясненої етіології» тощо. Гастроентерит, у клінічному перебігу деяких хвороб, є проявом, клінічним синдромом, і не характеризує винесення кінцевого діагнозу, як, зокрема, при реовірусній інфекції.
«Гастроентерит» означає, що уражені шлунок та тонка кишка, якщо ж ще уражена товста кишка, то використовується термін «гастроентероколіт».
Гастроентерит також іноді неправильно називають шлунковим грипом, хоча він не має жодного стосунку до грипу. Взагалі, гастроентерит є проявом багатьох кишкових хвороб.

## Етіологія
Найчастіше причинами виникнення гастроентериту є віруси (зокрема ротавіруси) і бактерії (зокрема кишкова паличка та кампілобактер) та токсини багатьох умовно-патогенних бактерій. Проте є багато інших збудників, які можуть спричинити цей синдром. Неінфекційне походження також можливе, проте порівняно з вірусною та бактеріальною етіологією, воно є менш ймовірним. Ризик інфекційного гастроентериту вищий у дітей, через відсутність або погане використання ними гігієнічних навичок, слабкість імунних реакцій тощо. У США щорічно 1 з 6 громадян країни страждає на інфекційний гастроентерит, який передається через їжу.

### Віруси
Вияснено, що гастроентерит спричинюють переважно такі види вірусів: ротавірус, Вірус Норволк та реовіруси. Ротавірус є основною причиною виникнення гастроентериту у дітей, та має однакові показники частоти випадків захворювання в розвинених країнах та в країнах, які розвиваються. Віруси спричинюють близько 70 % випадків інфекційної діареї у педіатричній віковій групі. У дорослих ротавірус спричинює хворобу рідше, завдяки набутому імунітету.
Норовірусна інфекція є найпоширенішою причиною гастроентериту серед дорослих у США. Саме Норволк-вірус спричинює більш ніж 90 % спалахів гастроентериту. Зазвичай, ці обмежені епідемії виникають внаслідок перебування групи людей у безпосередній фізичній близькості та контактно-побутовому передаванню, наприклад, на круїзних кораблях, в лікарнях чи ресторанах. Людина може залишатися заразною деякий час навіть після припинення діареї.

### Бактерії

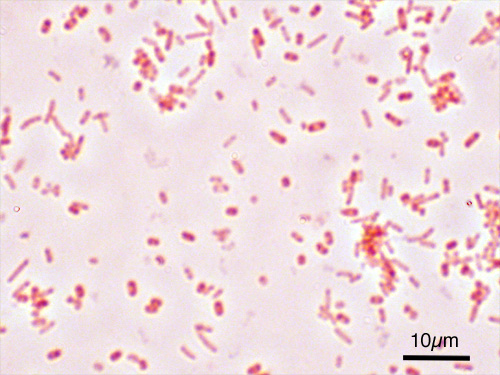
Серовар Typhimurium Salmonella enterica (ATCC 14028) — вигляд під мікроскопом зі збільшенням у 1000 разів після фарбування за Грамом.

У розвинених країнах головним збудником гастроентериту є Campylobacter jejuni. Більш ніж половина випадків захворювання виникає внаслідок контакту з домашньою птицею. У дітей, захворювання має бактеріальне походження у 15 % випадків, та здебільшого спричинюється найбільш поширеними збудниками, серед яких кишкова паличка, сальмонела, шигела, кампілобактер. В інфікованих бактеріями харчових продуктів за умовами зберігання при кімнатній температурі впродовж кількох годин, відбувається розмноження бактерій та підвищення ризику інфікування людини, яка ці продукти споживає. Це сире та недостатньо термічно оброблене тваринне м'ясо, курятина, морепродукти, яйця, сирі пророщені зерна, непастерізоване молоко, м'які сири, фруктові та овочеві свіжо виготовлені соки.
Clostridium difficile часто спричинює діарею у людей старшого віку. Діти можуть бути безсимптомними носіями цих бактерій. Це поширена причина діареї у людей, які перебувають на лікуванні в лікарні, та буває часто пов'язана із застосуванням антибіотиків. Діарея, яку спричинює золотистий стафілокок, іноді може виникнути у людей, які приймали антибіотики. Діарея мандрівників часто перебігає як гастроентерит. Препарати для зниження кислотності також можуть підвищувати ризик значного інфікування внаслідок контакту з такими організмами, як Clostridium difficile, сальмонела та кампілобактер. Ризик більший при лікуванні інгібіторами протонної помпи, ніж блокаторами H2-гістамінових рецепторів.

### Найпростіші
Багато найпростіших, можуть спричинити захворювання, які мають у своєму клінічному перебігу гастроентерит. Найчастіше це лямблія, гістолітична амеба, криптоспоридії. Ці збудники спричинюють близько 10 % випадків захворювання у дітей. Зараження лямблією найчастіше здійснюється у країнах, які розвиваються, хоча цей збудник певною мірою спричинює захворювання майже в усьому світі. Найчастіше лямбліоз уражає людей, які подорожують до країн із високим показником поширення хвороби, дітей, які відвідують дитячий садок, чоловіків, які мають статеві стосунки з іншими чоловіками, а також після природних катастроф.

## Епідеміологічні особливості

Роки життя з поправкою на непрацездатність через діарею на 100000 мешканців 2004 року.
no data
≤less 500
500–1000
1000–1500
1500–2000
2000–2500
2500–3000
3000–3500
3500–4000
4000–4500
4500–5000
5000–6000
≥6000

За оцінками, щорічно у світі відбувається від трьох до п'яти мільярдів випадків гастроентериту, від якого здебільшого страждають діти та мешканці розвинених країн. За даними 2008 року гастроентерит став причиною приблизно 1,3 мільйона смертей серед дітей віком до п'яти років, водночас більшість смертей приходиться на найбідніші країни світу. Більше 450 тисяч смертей спричинені ротавірусом у дітей віком до 5 років. У країнах, які розвиваються, діти віком до двох років часто хворіють на шість та більше інфекційних захворювань щорічно, що стає причиною тяжкого перебігу гастроентериту.
1980 року гастроентерит спричинив 4,6 мільйонів дитячих смертей (переважно у країнах, які розвиваються). Показник смертності був значно знижений (приблизно до 1,5 мільйонів смертей щороку) до 2000 року, здебільшого завдяки впровадженню та широкому використанню пероральної регідратаційної терапії. У США інфекційні захворювання, які перебігають з гастроентеритом, посідають друге місце серед найбільш поширених інфекційних хвороб (після ГРВІ) й є причиною від 200 до 375 мільйонів випадків гострої діареї та приблизно десяти тисяч смертей щороку, 150—300 з яких припадають на дітей молодше п'яти років.

### Механізм передачі інфекції
Передача патогена відбувається внаслідок фекально-оральної передачі через споживання забрудненої води або побутовим шляхом. У місцевостях із сезонами дощів та посух якість води зазвичай погіршується під час сезону дощів, а це збігається з періодами спалахів хвороби.  Загальносвітовим чинником хвороби, є годування малюків з пляшечок, які було недостатньо продезінфіковано. Частота передачі захворювання пов'язана також із недостатньою гігієною у дітей, особливо у багатодітних сім'ях, та у дітей, які погано харчуються. Після розвитку стійкості збудників до етіотропних препаратіа, дорослі можуть стати носіями, отже виступати природними джерелами інфекції.

### Неінфекційні способи передавання
Відбуваються випадки неінфекційного запалення шлунково-кишкового тракту. Деякі з найтиповіших — це ті, які спричинюють ліки (такі, як НСПЗП (нестероїдні протизапальні препарати)), певні продукти, наприклад, лактоза (у тих, хто не переносить лактозу), та глютен (клейковина) (в осіб із глютеновою хворобою). Хвороба Крона також вважається неінфекційною причиною гастроентериту (часто у тяжкій формі). Також є гастроентерит, який спричинюють різні токсини. Серед усіх видів отруєнь їжею, які супроводжуються нудотою, блювотою та діареєю, визначають наступні: отруєння рибою, до якого призводить споживання зараженої хижої риби, отруєння рибою родини скумбрієвих, яке виникає через споживання певних видів протухлої риби, отруєння тетродоксином, яке настає від споживання страви з риби фуґу, а також сюди відносять ботулізм, зазвичай спричинений неправильно консервованою їжею.

## Клінічні прояви

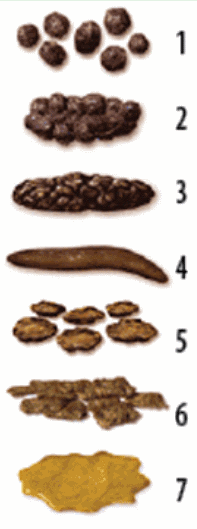
Бристольська шкала форми калу. Вигляди калу 1 і 2 вказують на закреп, 5 і 7 — на діарею. Зразки 3 і 4 вважаються «здоровим випорожненням», яке не свідчить про хвороби.

Здебільшого, гастроентерит проявляється діареєю та блюванням, рідше проявляється лише діареєю. Можуть також виникнути спазматичний біль у животі. Ознаки та симптоми хвороби зазвичай виникають через кілька годин після контакту з джерелом інфекції або вживанням контамінованих (забруднених) продуктів чи води. У разі вірусного походження, захворювання здебільшого перебігає до 5-7 днів. У деяких випадках, вірусний гастроентерит може супроводжуватися гарячкою, втомою, головним болем та міалгіями. За наявності кривавого проносу виникає підозра на наявність ще й коліту..
Повне одужання дітей, хворих на ротавірусну інфекцію, здебільшого настає за 3-8 днів. Проте у бідних країнах, через відсутність лікування тяжких інфекційних захворювань, довготривала діарея зустрічається часто. Зневоднення є типовим ускладненням діареї, тож у дитини від тяжкого зневоднення може виникнути дегідратаційний шок. Повторне зараження найчастіше відбувається у місцевостях із поганими санітарними умовами та недостатнім харчуванням.
Внаслідок зараження кампілобактером, у 1% хворих розвивається реактивний артрит, синдром Гієна — Барре виникає у 0,1 % випадків. Гемолітико-уремічний синдром (ГУС) може виникнути внаслідок зараження шига-токсином, який виробляють штами Escherichia coli чи Shigella, що призводить до зниження кількості тромбоцитів у крові , ниркової недостатності та гемолітичної анемії. Діти більш схильні до захворювання на ГУС ніж дорослі. Деякі вірусні інфекції можуть призводити до доброякісного дитячого епілептичного синдрому.

## Діагностика

Смертність від діарейних захворювань на мільйон осіб 2012 року. Жовт. 0-2 випадки, черв. 607-1799 смертей.

Гастроентерит зазвичай діагностують клінічно, ґрунтуючись на ознаках та симптомах. Визначати певну причину запалення не обов'язково, оскільки це не впливає на лікування. Бактеріологічний посів випорожнень слід взяти для виявлення ймовірного збудника. Також застосовують діагностику функцій організму задля контролю над перебігом захворювання. Оскільки гіпоглікемія трапляється приблизно у 10 % новонароджених та дітей дошкільного віку, рекомендується визначати рівень цукру в цієї групи населення. Деякі електроліти та креатинін також варто перевіряти у разі тяжкого зневоднення організму.

### Зневоднення
Визначення наявності зневоднення у людини, є важливою частиною для оцінки ступеню тяжкості захворювання. Найвиразнішими ознаками тяжкого зневоднення є збільшення часу наповнення капілярів, недостатній тургор шкіри та порушене дихання. Іншими ознаками зневоднення є запалі очі, зниження жвавості, брак сліз та сухість у ротовій порожнині тощо. Рутинні лабораторні аналізи не мають великого значення для визначення ступеню зневоднення.

### Диференціальна діагностика
Інші можливі причини ознак чи симптомів, які схожі на гастроентерит, це: апендицит, заворот кишок, запалення кишечника, інфекція сечових шляхів та цукровий діабет. Також слід взяти до уваги панкреатичну недостатність, синдром вкороченого кишечника, хворобу Уіпла, захворювання черевної порожнини, та зловживання проносними засобами. Диференціальна діагностика може бути ускладнена у тому разі, коли виявлені «лише» ознаки блювання чи проносу (але не за наявності одночасно обох).
Апендицит супроводжується блюванням, болем у черевній порожнині та незначним проносом приблизно у 33 % випадків. Це на противагу сильній діареї, притаманно гастроентериту. Запалення легень та сечовидільних шляхів у дітей також можуть спричинити блювання та пронос. Класичний діабетичний кетоацидоз (ДКА) супроводжується болем у животі, нудотою та блюванням, але без проносу.

## Лікування
Гастроентерит у багатьох країнах вважається синдромом, який зазвичай не потребує лікування, перебігає та закінчується через певний період. Найкращим лікуванням для осіб із помірним зневодненням є пероральна регідратація.Метоклопрамід та/або ондансетрон можуть допомогти у деяких випадках захворювань у дітей, а також можна застосувати бутилскополамін бромід для вгамування помірного болю у животі.

### Регідратація
Найпершим лікуванням гастроентериту у дітей та дорослих є відшкодування зневоднення організму (регідратація). Її проводять перш за все шляхом пероральної регідратації, хоча внутрішньовенна терапія може знадобитись, якщо спостерігається зниження рівню свідомості або ж у разі тяжкого зневоднення з розвитком дегідратаційного шоку. Для перорального прийому використовуються оральні регідратаційні суміші. Звичайну воду можна використовувати тільки тоді, коли відсутні ефективніші препарати для пероральної гідратації або якщо вони не до смаку. Назогастральна трубка може бути використана у вкрай малих дітей для постачання рідини до організму, якщо на те є клінічні підстави.

### Дієта
Відразу після проведення оральної регідратаційної терапії, рекомендується продовжувати годувати дітей, які перебувають на грудному вигодовуванні, у звичайний спосіб так само, як і дітей, яких годують сумішами. Водночас, зазвичай немає необхідності у використанні сумішей без лактози або зі зниженим вмістом лактози. Під час нападів діареї треба підтримувати звичайний раціон дитини, за винятком продуктів із високим вмістом простих цукрів, яких треба уникати. Дієта БРЯТ (банани, рис, яблучне пюре, тости та чай) більше не рекомендується, оскільки вона не містить достатньої кількості поживних речовин та не має жодних переваг порівняно зі звичайним харчуванням. Деякі пробіотики показали властивості до зменшення тривалості хвороби та кількості випорожнень. Вони також можуть бути корисними з профілактичною метою та для лікування діареї, пов´язаної з антибіотиками. Кисломолочні продукти (як-от йогурт) також мають корисний вплив на стан хворого. Добавки цинку показали ефективність як для лікування, так і для профілактики діареї у дітей, у країнах, які розвиваються.

### Протиблювотні засоби
Протиблювотні препарати можуть бути корисними для лікування блювання у дітей. Наприклад, таку дію має ондансетрон, одна доза якого зменшує необхідність у внутрішньовенних вливаннях, знижує кількість випадків госпіталізації та зменшує позиви до блювання. Метоклопрамід також є дієвим засобом. Однак використання ондасетрону може бути пов'язано зі зростанням кількості випадків повторної госпіталізації дітей. На розсуд лікарів внутрішньовенний препарат ондасетрон, може прийматися перорально.Дименгідринат, зменшуючи блювання, не показав значних клінічних переваг.

### Антибіотики
Зазвичай, при гастроентериті антибіотики не використовуються, хоча вони інколи рекомендовані за наявності тяжких фонових хвороб або у разі виявлення чи підозрах на бактеріальну причину, яка має лікуватися антибіотиками. Під час використання антибіотиків, макроліди (наприклад, азитроміцин) є кращими за фторхінальдіни через вищі показники резистентності до останніх. Псевдомембранний коліт, причиною якого зазвичай є використання антибіотиків, лікується скасуванням препарату, який спричинив хворобу, та терапією метронідазолом або ванкоміцином. Всесвітня організація охорони здоров'я (ВООЗ) радить використовувати антибіотики для лікування грудних малюків з кривавим проносом та гарячкою.

### Протидіарейні засоби
Протидіарейні препарати теоретично мають ризик ускладнень, і, хоча клінічна практика довела небажаність їх використання, такі ліки можна застосовувати в окремих випадках Для зменшення діареї найчастіше використовують лоперамід, аналог опіоїдів. Однак не радять призначати лоперамід дітям, оскільки він може проникнути крізь нерозвинений гематоенцефалічний бар'єр та стати причиною отруєння. У легких та середньотяжких випадках може використовуватися субсаліцилат вісмуту, нерозчинну сполуку тривалентного бісмуту та саліцилату, однак існує теоретичний ризик отруєння саліцилатом.

## Профілактика

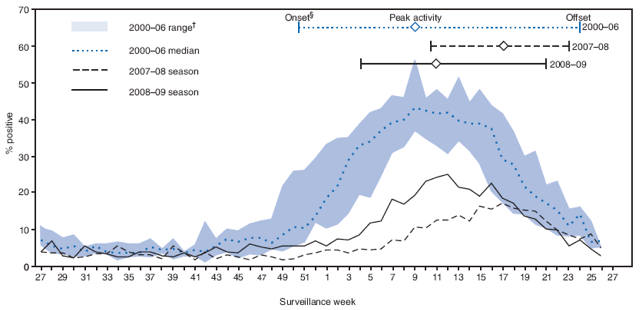
Процент аналізів на ротавірус з позитивним результатом, за тижнями спостереження, Сполучені Штати, липень 2000 року — червень 2009 року.

### Спосіб життя
Постачання доступної очищеної води та дотримання санітарних вимог є важливими у зниженні рівня інфекційного гастроентериту. Заходи з дотримання особистої гігієни (наприклад, миття рук), як виявилось, знижували кількість випадків зараження та поширення гастроентериту на 30 % як у розвинених країнах, так і у країнах, які розвиваються. Обробка рук гелями на основі спирту також можуть бути дієвою. Грудне вигодовування важливе як спосіб покращення гігієни, особливо у місцевостях із недотриманням санітарних умов. Грудне молоко знижує і частоту заражень, і тривалість захворювання. Утримання від споживання зараженої їжі чи напоїв теж має бути корисним.

### Вакцинація
Завдяки своїй ефективності та безпеці, 2009 року Всесвітньою Організацією з Охорони здоров'я, була рекомендована для вакцинації дітей у всьому світі — ротавірусна вакцина. Дві серійні вакцини вже існують та декілька ще розроблюються. В Африці та Азії ці вакцини знизили кількість випадків важкого перебігу захворювання серед новонароджених, а у країнах, де було впроваджено національні програми імунізації населення, помітне зниження інтенсивності та ступеню тяжкості хвороби. Ця вакцина може також попередити зараження хворобою серед невакцинованих дітей шляхом зниження кількості випадків інфекції. Із 2000-го року впровадження програми ротавірусної вакцинації у Сполучених Штатах суттєво знизило кількість випадків діареї у населення на 80 відсотків. Перша стадія вакцинації проходить у новонароджених віком від 6 до 15 тижнів. Пероральна вакцина проти холери виявилася ефективною у 50–60 % випадків протягом 2-х років.

## Історія
Перше використання терміна «гастроентерит» засвідчене 1825 року.

## Суспільство та культура
Він відіграв не останню роль у військових кампаніях, звідки, як вважається, і походить вислів «кишка тонка і слава далека».
Гастроентерит щорічно є головної причиною 3.7 мільйонів звернень до лікарів у Сполучених Штатах та 3 мільйонів звернень у Франції. Загалом, у Сполучених Штатах на лікування гастроентериту витрачається приблизно 23 мільярдів доларів США щороку, причому на гастроентерит через ротавірус, кожного року витрачається приблизно 1 мільярд доларів США.

## Дослідження
На шляху розробки, перебуває низка вакцин проти гастроентериту, наприклад, вакцини проти шигели та ентеротоксигенної кишкової палички (ETEC) — двох основних бактеріальних збудників гастроентериту по всьому світу.

## Гастроентерит у тварин
Гастроентерит у кішок та собак, спричинюють ті ж самі збудники, що і у людини. Найбільш поширеними з них є Campylobacter, Clostridium difficile, Clostridium perfringens та Salmonella. Велика кількість токсичних рослин, також можуть спричинити схожі прояви. Деякі збудники заражають лише окремі види тварин. Так коронавірус інфекційного гастроентериту свиней (TGEV) уражає свиней та спричинює блювання, діарею і зневоднення. Вважається, що зараження свиней відбувається від диких птахів; етіотропного лікування не існує. Він не передається людині.